# Emmanuel Fernandez (combat libre)
Pour les articles homonymes, voir Emmanuel Fernandez.
Emmanuel Fernandez, surnommé Pythagore et né le 12 juillet 1972 à Cognac en Charente, France, est un pratiquant français d'arts martiaux mixtes (MMA).

## Biographie
À 13 ans, il commence les arts-martiaux au travers du ju-jitsu traditionnel, à Cognac, sous la houlette de Patrick Pouzet. À 15 ans, il ajoute le judo à sa pratique.
C'est en 1997 qu'il découvre le jiu-jitsu brésilien. Il décide avec son frère, Frédéric Fernandez, de fonder sa propre équipe, la Team Fernandez.
En 1999 il part un mois au Brésil où il rencontre le maître Ricardo De La Riva qui deviendra son mentor dans cette discipline.
En complément des arts martiaux qu'il pratique déjà, il se forme en Luta Livre (en) et en nippon kempō,
En juillet 2003, il fait ses premiers pas en arts martiaux mixtes, au Cage Warrior 4, où il affronte l'Anglais Robbie Olivier. Il combat tout au long des années 2000, remportant le titre du Cage Warriors contre Ian Butlin en 2004 et le titre FX3 contre Alex Owen en 2007.
C'est pendant cette période qu'il gagne le surnom de Pythagore. L'idée vient à la base du jiujitsuka Dao Vo Trung qui soulignait la propension de Fernandez à terminer ses combats par étranglement en triangle.
Ayant pris sa retraite professionnelle en 2008, il se consacre à la Team Fernandez, renommée Académie Pythagore. L'école parraine aujourd'hui près d'une vingtaine de clubs, en France métropolitaine et dans les DOM-TOM.
En parallèle de ses activités de combattant et de coach, ce-dernier devient promoteur. En 2007 il fonde le KOC : Knock Out Championship. La structure organise des combats dans les règles du Kenpo Elite, proches de celles du MMA, sous l'égide de la Commission Nationale Kenpo. Ces galas permettent à des élèves de l'Académie Pythagore de se mesurer à des combattants extérieurs.
En 2019, il prend part au colloque organisé au Racing Club de France en vue d'une éventuelle légalisation du MMA en France.
Toujours actif dans les compétitions de jiu-jitsu brésilien, il est médaillé en 2018 aux championnats d'Europe IBJJF, catégorie ceinture noire "Master" (plus de 30 ans).

## Palmarès MMA
| 16 combats: 9 victoires (1 (T)KO's, 6 soumissions, 2 décision), 4 défaites (2 soumissions, 2 décisions), 1 égalité \| 2 no-contest,. |            |                   |                                 |                                           |       |       |
| Date | Résultat   | Adversaire        | Nom de l'évènement              | Méthode                                   | Round | Temps |
| 25/10/2008 | No Contest | Sami Aziz         | Superior Challenge - SC 2       | No Contest                                | 2     | 1:44  |
| 15/03/2008 | Victoire   | Paul Reed         | FX3 - Fight Night 5             | Soumission (Étranglement sanguin arrière) | 2     | 3:37  |
| 7/28/2007 | Victoire   | Owen Roddy        | ROT 7 - The Next Level          | KO (punches)                              | 2     | 2:31  |
| 03/12/2009 | Victoire   | Alex Owen         | FX3 - Fight Night 5             | Soumission (Étranglement sanguin arrière) | 2     | 2:23  |
| 16/12/2006 | No Contest | Tchavdar Pavlov   | Travelfight - TF 1              | No Contest                                | N/A   | N/A   |
| 6/11/2006 | Défaite    | Ganjo Tentsuku    | GCM - D.O.G. 6                  | Décision                                  | 3     | 5:00  |
| 5/22/2006 | Défaite    | Luciano Azevedo   | CG 1 - Cage Gladiators 1        | Soumission (Étranglent)                   | 1     | 0:50  |
| 4/01/2006 | Victoire   | Allan Lee         | IF 3 - Intense Fighting 3       | Décision partagée                         | 3     | 5:00  |
| 21/15/2005 | Défaite    | Renato Migliaccio | Rings Ireland - Reborn          | Décision                                  | 3     | 5:00  |
| 7/16/2005 | Nul        | Leigh Remedios    | CWFC - Strike Force 2           | N/A                                       | 3     | 5:00  |
| 05/21/2006 | Défaite    | Danny Batten      | CWFC - Strike Force             | Soumission (triangle)                     | 2     | 2:18  |
| 07/10/2004 | Victoire   | Leigh Remedios    | Cage Rage 7 - Battle of Britain | Décision                                  | 3     | 5:00  |
| 05/09/2004 | Victoire   | Ian Butlin        | CWFC 7 - Showdown               | Soumission (Triangle)                     | 1     | 4:55  |
| 3/07/2004 | Victoire   | James Lutman      | CWFC 6 - Elimination            | Soumission (Triangle)                     | 2     | 3:59  |
| 11/02/2003 | Victoire   | Pete Tiarks       | CWFC 5 - Cage Warriors 5        | Soumission (Triangle)                     | 1     | 2:58  |
| 07/27/2003 | Victoire   | Robbie Olivier    | CWFC 4 - UK vs. France          | Soumission (Triangle)                     | 1     | N/A   |